# 李世光 (体操运动员)
李世光（朝鲜语：／ Ri Segwang，1985年1月21日—），生于咸镜南道，是一名朝鲜男子体操运动员。跳马是他最为擅长的体操项目。他是四·二五体育队的成员。

## 运动生涯
2006年亚运会期间，李世光成为历史上第一位代表朝鲜在亚运会男子跳马项目上获得金牌的选手。2009年，他在一次比赛中做出了一套难度7.2分的动作，这一动作后来以他的名字命名。2014年，他进入自己职业生涯的高峰期，尽管他在仁川亚运会期间受伤病影响未能获得奖牌，但他在亚运会后进行的体操世锦赛跳马项目上成功摘金，并在2015年实现卫冕。
李世光于2016年首次参加奥运会，比赛中他在男子跳马项目上以15.691分的成绩获得金牌，这是朝鲜时隔24年再度在奥运会男子体操项目上夺得金牌。夺金后，他称这枚金牌对自己来说没有意义，这是献给国家的礼物。
國際體操協會（FIG）於2020年2月19日透過官網宣佈李世光退役。